# Reijo Liljendahl
Reijo Tapio Liljendahl, född 5 juni 1955, är en svensk travtränare vid Solvalla med ett 40-tal hästar (2019) i sin träning. Han har tränat hästar som bland andra Admiral As, Nadal Broline, Canaka B.F., Policy of Truth, Shadow Woodland, Fire to the Rain, Formula One och Stormysky.

## Karriär

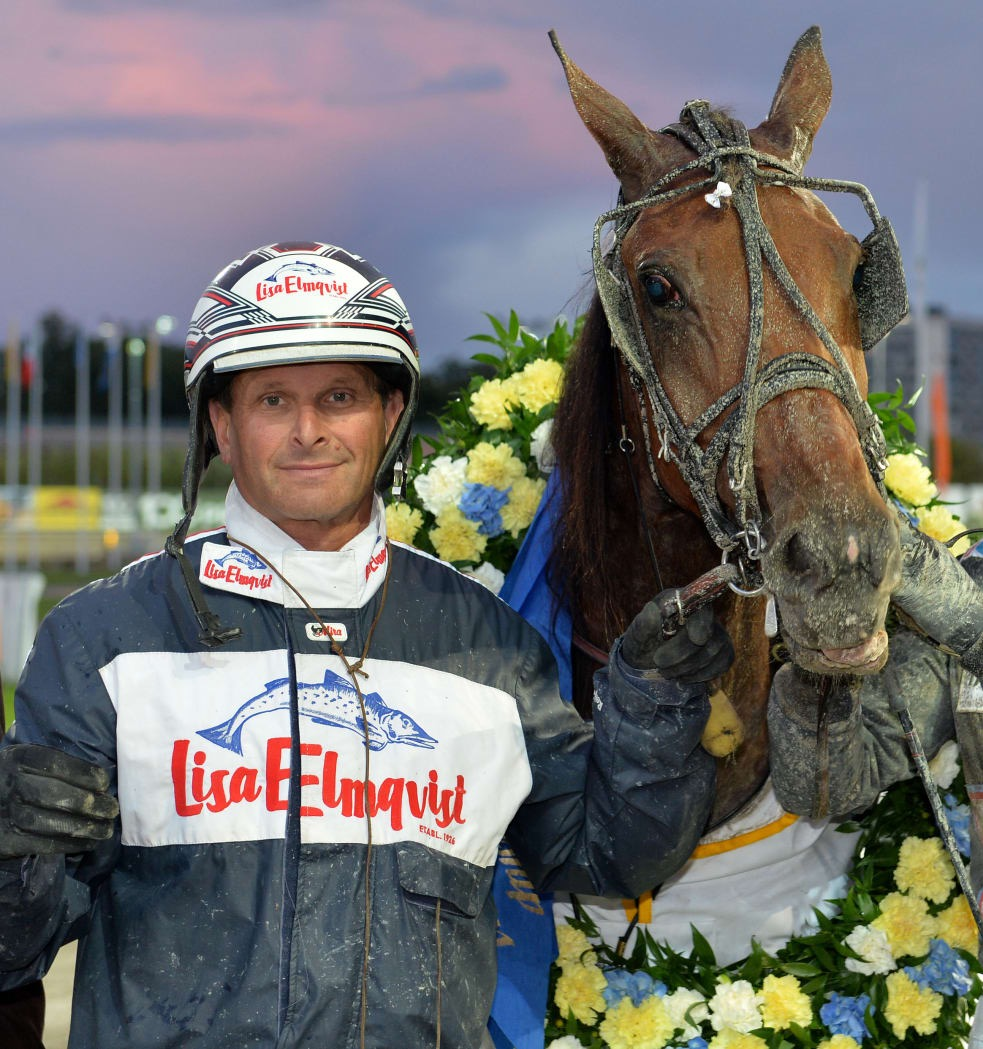
Liljendahl och travhästen Canaka B.F. efter segern i Europeiskt championat för ston 2014.

Reijo Liljendahl inledde karriären som försteman hos Stig H. Johansson, men i december 2012 lämnade han Johansson och driver sedan januari 2013 egen tränarverksamhet. Under den första säsongen 2013 körde hans tränarverksamhet in drygt 4 miljoner kronor på 208 starter, därefter har inkörda pengar ökat för varje säsong. Säsongen 2016 är stallets hittills mest framgångsrika sett till inkörda pengar, med 18 miljoner kronor inkört på 632 starter. Sett till segerprocent är 2014 stallets mest framgångsrika säsong med 19 i segerprocent.
Den 23 augusti 2017 på Jägersro kvalade Policy of Truth, körd av Ulf Ohlsson, in till finalen av 2017 års upplaga av Svenskt Travderby. Policy of Truth blev därmed tränare Liljendahls första derbyfinalist någonsin. Finalen gick av stapeln den 3 september 2017, och där slutade han oplacerad efter att ha skurit mållinjen som sjua.
Den 12 maj 2018 bjöds Nadal Broline in till 2018 års upplaga av Elitloppet efter att ha segrat i Algot Scotts Minne. Detta gjorde Nadal Broline till tränare Liljendahls första deltagande häst någonsin i Elitloppet. I Elitloppet kördes hästen av Ulf Ohlsson och slutade på tredjeplats i finalen, slagen av Ringostarr Treb och Propulsion.
I mitten av februari 2019 bröt Liljendahl sitt långtida samarbete med hästägarna Onkel Invest Oy, som bland annat äger stjärnhästen Nadal Broline. Fjorton hästar som Liljendahl hade i träning flyttades, bland annat flyttades Nadal Broline till Björn Goop.

## Segrar i större lopp

### Grupp 1-lopp
| År   | Lopp                                       | Häst             | Kusk            | Vinstbelopp   |
| ---- | ------------------------------------------ | ---------------- | --------------- | ------------- |
| 2014 | Ulf Thoresens Minneslopp                   | Fire to the Rain | Ulf Ohlsson     | 535 100 SEK   |
| 2014 | Europeiskt championat för ston             | Canaka B.F.      | Ulf Ohlsson     | 650 000 SEK   |
| 2016 | E3-final (långa), hingstar/valacker        | Policy of Truth  | Örjan Kihlström | 1 000 000 SEK |
| 2016 | Breeders' Crown, 3-åriga hingstar/valacker | Grant Boko       | Ulf Ohlsson     | 1 600 000 SEK |
| 2016 | Breeders' Crown, 3-åriga ston              | Unica Gio        | Ulf Ohlsson     | 550 000 SEK   |

### Grupp 2-lopp
| År   | Lopp                        | Häst            | Kusk        | Vinstbelopp |
| ---- | --------------------------- | --------------- | ----------- | ----------- |
| 2015 | Stosprintern                | Heaven's Door   | Ulf Ohlsson | 558 000 SEK |
| 2016 | Premio Going Kronos         | Unica Gio       | Ulf Ohlsson | 550 000 SEK |
| 2016 | Gulddivisionens final, sept | Shadow Woodland | Björn Goop  | 250 000 SEK |
| 2018 | Gulddivisionens final, nov  | Nadal Broline   | Ulf Ohlsson | 400 000 SEK |

### Övriga
| År   | Lopp                                  | Häst            | Kusk            | Vinstbelopp |
| ---- | ------------------------------------- | --------------- | --------------- | ----------- |
| 2013 | Silverdivisionens final, sept         | Stormysky       | Örjan Kihlström | 300 000 SEK |
| 2014 | Bronsdivisionens final, juni          | Caramella B.F.  | Ulf Ohlsson     | 200 000 SEK |
| 2014 | Gösta Nordins Lopp                    | Knows Nothing   | Örjan Kihlström | 100 000 SEK |
| 2015 | Klass II-final, feb                   | Nadal Broline   | Ulf Ohlsson     | 200 000 SEK |
| 2015 | Klass I-final, maj                    | Ready For More  | Ulf Ohlsson     | 200 000 SEK |
| 2015 | Bronsdivisionens final, sept          | Nadal Broline   | Ulf Ohlsson     | 200 000 SEK |
| 2016 | Mälarpriset                           | Knows Nothing   | Ulf Ohlsson     | 75 000 SEK  |
| 2016 | Silverdivisionens final, juli         | Ready For More  | Ulf Ohlsson     | 200 000 SEK |
| 2016 | Silverdivisionens final, aug          | Nadal Broline   | Ulf Ohlsson     | 200 000 SEK |
| 2016 | Birger Bengtssons Minne               | Nadal Broline   | Ulf Ohlsson     | 150 000 SEK |
| 2016 | Klass II-final, sept                  | Ma Running      | Ulf Ohlsson     | 200 000 SEK |
| 2017 | Margaretas Tidiga Unghästserie, april | Policy of Truth | Ulf Ohlsson     | 300 000 SEK |
| 2018 | Algot Scotts Minne                    | Nadal Broline   | Ulf Ohlsson     | 200 000 SEK |
| 2019 | E.J:s Guldsko                         | Policy of Truth | Erik Adielsson  | 200 000 SEK |
| 2019 | Birger Bengtssons Minne               | Policy of Truth | Erik Adielsson  | 200 000 SEK |
| 2021 | Silverdivisionens final, sept         | Admiral As      | Örjan Kihlström | 250 000 SEK |
| 2021 | Silverdivisionens final, nov          | Admiral As      | Örjan Kihlström | 250 000 SEK |